# Hyadina meggiolaroi
Hyadina meggiolaroi är en tvåvingeart som beskrevs av Canzoneri och Giuseppe Giovanni Antonio Meneghini 1975. Hyadina meggiolaroi ingår i släktet Hyadina och familjen vattenflugor.
Artens utbredningsområde är Iran. Inga underarter finns listade i Catalogue of Life.